# مارستن، کبک
مارستن (به فرانسوی: Marston) بخشی در منطقه شهری لو گرانیت ناحیه استری در استان کبک کانادا است. در سرشماری سال ۲۰۱۱ این بخش ۶۳۵ نفر جمعیت داشته‌است و مساحت آن ۷۱٫۷۷ کیلومتر مربع است.